# Teodor Šebo-Martinský
Teodor Šebo-Martinský, pseudonym: Teo Martinský, Teo Šebo Martinský, (23. října 1911 Martin – 5. srpna 1980 Bratislava) byl slovenský hudební skladatel.

## Život
Základní hudební vzdělání získal na Lidové škole umění v Banské Bystrici. Studoval na gymnáziu v Banské Bystrici (1922–1924) a na reálném gymnáziu v Levicích. Po maturitě v roce 1930 studoval skladbu na Německé hudební akademii v Praze u prof. Finkeho. V roce 1932 přestoupil na Hudební a dramatickou akademii v Bratislavě, kde byl jeho učitelem Alexander Moyzes. Absolvoval v roce 1935. V letech 1939–1941 působil jako tajemník Hudební komory v Bratislavě a v letech 1940–1944 byl šéfredaktorem časopisu Javisko. V roce 1952 se stal hudebním redaktorem bratislavského rozhlasu a v roce 1959 redaktorem Štátneho hudobného vydavateľstva, později Supraphonu a Opusu

## Ocenění
1971 – Cena Zväzu slovenských skladateľov
1973 – Cena Slovenského hudobného fondu
1981 – filmový medailon k nedožitým 70. narozeninám (Čs. televize, Bratislava)

## Dílo
Teodor Šebo byl jedním z prvních skladatelů a textařů slovenské taneční písně a slovenského muzikálu. Komponoval scénickou hudbu pro rozhlas i pro divadlo. Kromě hudby se zabýval malířstvím. Jeho výtvarné práce jsou v soukromých sbírkách.

### Muzikály
- Revízor (pred 1973)
- Ohnivák (pred 1979)

### Populární hudba
- Samý úsmev vôkol nás
- Zavri oči krásne
- Poď sem, milá
- Keď já se s tebou lúčím
- To mi povedz, dievča
- Ej, chlapci premilí
- Toľko šťastia v srdci mám
- Bronzové leto
- Aký je prázdný tento dom

### Jiné
- Slovenský tanec (symfonický orchestr, 1954)
- Ludia na lodi (rozhlasová dráma)